# Tanami-Region
Die Tanami-Region (engl.: Tanami Region) ist eine geologische Region im Northern Territory in Australien. Der Name Tanami stammt von den Aborigines für die gleichlautende Tanamiwüste.

## Geologie
Die Sedimentite, Metamorphite und Plutonite der Tanami-Region wie Grauwacke, Schiefer, Schluffstein, Sandstein, Kalkstein, Amphibolit, Dolerit, Granit und felsischen Vulkangesteine entstanden im Paläoproterozoikum vor 1860 bis 1790 Millionen Jahren.  
Die Tanami-Region wurde vom Birrindudu-Becken im Norden und Wiso-Becken im Osten überlagert. Sie hat Kontakt mit der Aileron-Provinz im Südosten. 
Wirtschaftlich ist das Gebiet durch seine Goldvorkommen bedeutend. Geologische Untersuchungen werden dort vor allem nach Gold und Uran durchgeführt.